# Cabeza guateada
 (octobre 2021).
La cabeza guateada, cabeza guatiada ou simplement guatia est une préparation gastronomique typique du nord-est de l'Argentine et du Paraguay,. Le mot guatiar ou guatear désigne la tête d'une vache, préparée avec du sel et des condiments, cuite dans un four en argile ou enterrée, préalablement écornée. L'une des préparations les plus courantes de ce type est celle réalisée avec une tête de bœuf (par exemple, une tête de vache).
La préparation la plus simple est celle dans laquelle il suffit de laver et d'égoutter la tête de l'animal, puis de l'enterrer dans une fosse entre des braises ardentes, en recouvrant le tout de terre. Un peu plus complexe est la préparation dans laquelle, après avoir lavé et égoutté l'eau de la tête, on la fait mariner ou on l'assaisonne avec de l'ail haché, de l'origan, du sel (au goût) et du piment moulu ; après le marinage, la tête est enveloppée dans un tissu humide (de préférence une toile de jute trempée dans l'eau) et placée dans un trou creusé dans la terre ou le sable, dans lequel sont placées des braises incandescentes et quelques boîtes de conserve, la tête est placée sur les boîtes de conserve, une autre boîte de conserve sur la tête et d'autres braises par-dessus, après quoi le trou est recouvert de boue et de cendres et la tête est laissée à cuire pendant environ 12 heures.
Une version ultérieure remplace le trou par le four d'argile (le typique four de campagne argentin, fait d'adobe en forme de dôme), quand ce four est utilisé, ce qui est fait est de disperser des braises brûlantes[pas clair] à l'intérieur, puis la tête est introduite et immédiatement après cela les trous du four (qui sont généralement deux) sont couverts, laissant la/les tête/s à cuire pendant douze à quatorze heures.